# East Keswick
East Keswick is een civil parish in het bestuurlijke gebied City of Leeds, in het Engelse graafschap West Yorkshire. De civil parish telt 1.224 inwoners.

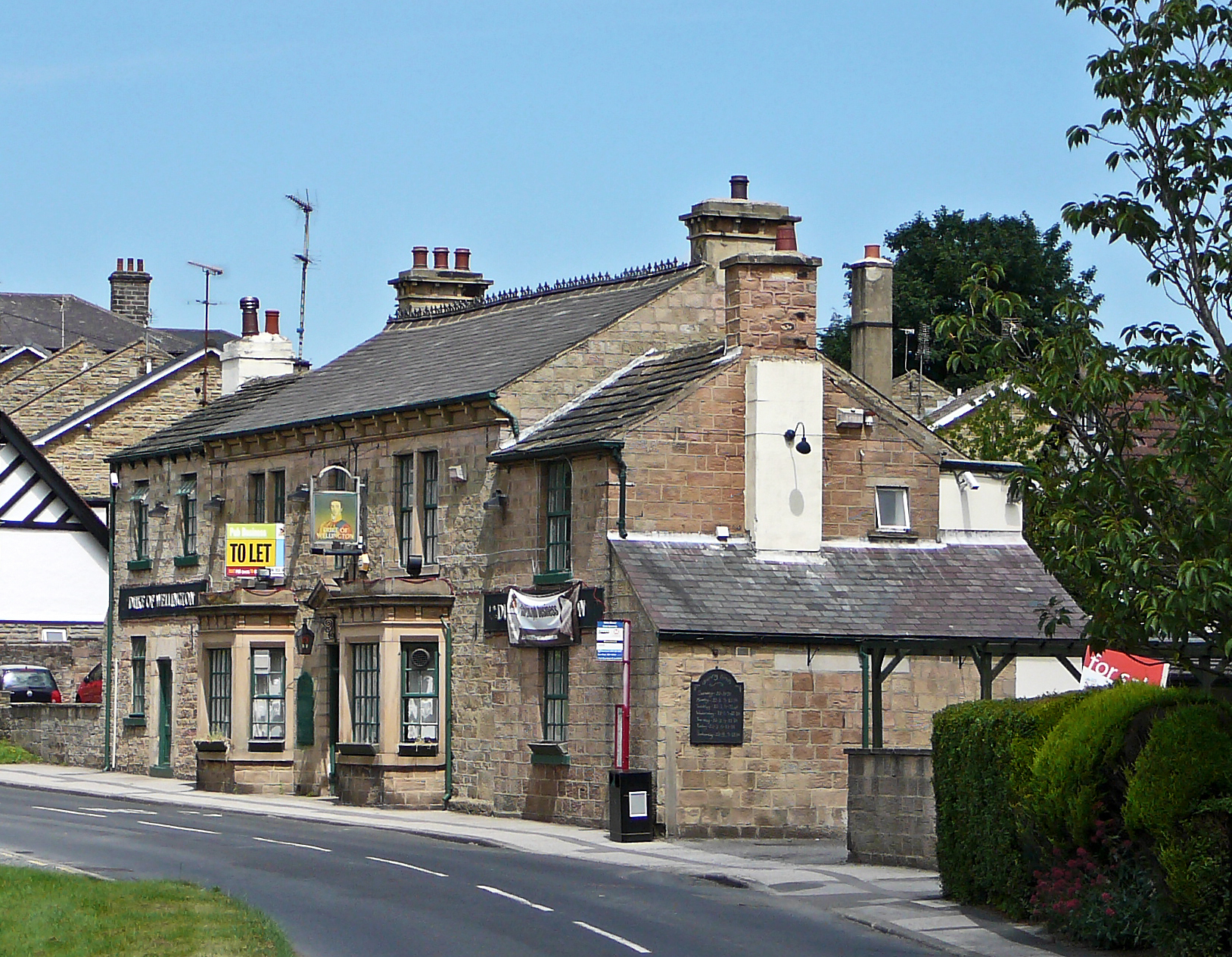
"The Duke of Wellington"
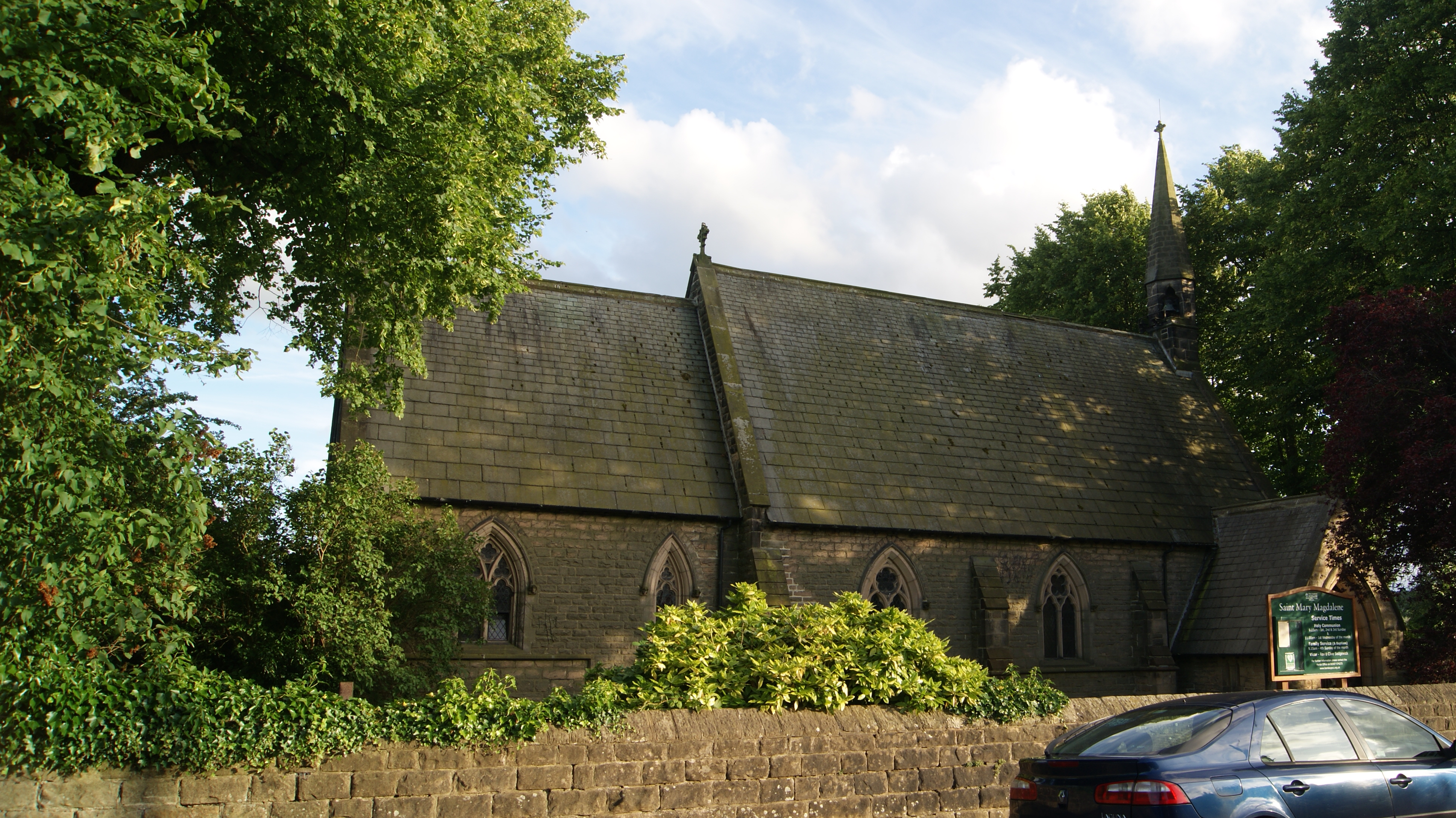
Saint Mary Magdalene Church

Aberford · 
Ackworth · 
Addingham · 
Allerton Bywater · 
Alwoodley · 
Arthington · 
Austhorpe · 
Badsworth · 
Baildon · 
Bardsey cum Rigton · 
Barwick in Elmet and Scholes · 
Blackshaw · 
Boston Spa · 
Bramham cum Oglethorpe · 
Bramhope · 
Burley-in-Wharfedale · 
Carlton · 
Chevet · 
Clayton · 
Clifford · 
Collingham · 
Crigglestone · 
Crofton · 
Cullingworth · 
Darrington · 
Denby Dale · 
Denholme · 
Drighlington · 
East Hardwick · 
East Keswick · 
Erringden · 
Featherstone · 
Gildersome · 
Great and Little Preston · 
Harden · 
Harewood · 
Havercroft with Cold Hiendley · 
Haworth, Cross Roads and Stanbury · 
Hebden Royd · 
Hemsworth · 
Heptonstall · 
Hessle and Hill Top · 
Holme Valley · 
Horsforth · 
Huntwick with Foulby and Nostell · 
Ilkley · 
Keighley · 
Kippax · 
Kirkburton · 
Ledsham · 
Ledston · 
Lotherton cum Aberford · 
Meltham · 
Menston · 
Micklefield · 
Mirfield · 
Morley · 
Newland with Woodhouse Moor · 
Normanton · 
North Elmsall · 
Notton · 
Otley · 
Oxenhope · 
Parlington · 
Pool · 
Ripponden · 
Ryhill · 
Sandy Lane · 
Scarcroft · 
Shadwell · 
Sharlston · 
Silsden · 
Sitlington · 
South Elmsall · 
South Hiendley · 
South Kirkby and Moorthorpe · 
Steeton with Eastburn · 
Sturton Grange · 
Swillington · 
Thorner · 
Thorp Arch · 
Thorpe Audlin · 
Todmorden · 
Upton · 
Wadsworth · 
Walton (Leeds) · 
Walton (Wakefield) · 
Warmfield cum Heath · 
West Bretton · 
West Hardwick · 
Wetherby · 
Wilsden · 
Wintersett · 
Woolley · 
Wothersome · 
Wrose